# Extraskeletální myxoidní chondrosarkom
Extraskeletální myxoidní chondrosarkom (EMC) je vzácný, pomalu se vyvíjející mesenchymální sarkom měkkých tkání, který se od ostatních sarkomů odlišuje svou jedinečnou histologií a charakteristickou chromosomální translokací. Vykazuje nízkou známku malignity s nejistou diferenciací (ve většině případů chybí přesvědčivé důkazy o chrupavkové diferenciaci). Kromě toho může mít EMC neuroendokrinní diferenciaci.

## Klasifikace
EMC byl poprvé popsán v roce 1953 Stoutem a kol. v diskuzi o různých typech extraskeletárního chondrosarkomu, ale až v roce 1972 Enzinger a kol. poprvé navrhli koncept EMC. Brody se domníval, že jde o jedinečnou strukturu s nízkým stupněm malignity, s pomalou rychlostí růstu a anamnézou odlišnou od typického chondrosarkomu, a to jak klinicky, tak i histopatologicky. Parentální linie buněk EMC však zůstává nejasná. EMC byl proto dle nejnovějšího vydání Klasifikace nádorů měkkých tkání a kostí WHO klasifikován jako typ nádoru měkké tkáně s nejistou diferenciací.
Nedávné statistiky ukazují, že případy EMC vykazuje vyšší známku lokální recidivy, metastázy a míry úmrtnosti pacientů a jsou proto klasifikovány jako střední stupeň malignity.
EMC je vzácný a představuje méně než 3 % nádorů měkkých tkání. Vyskytuje se hlavně u dospělých s průměrným věkem kolem 54 let (věkové rozmezí od 29 do 73 let). Častěji se vyskytuje u mužů, poměr výskytu mužů a žen je 2:1.

## Diagnóza
EMCS se klinicky objevuje jako pomalu se rozvíjející masa měkké tkáně spojená s bolestivostí a citlivostí. Dvě třetiny EMC nádorů se nachází v proximální části končetin v měkkých tkáních pod fascií, zvláště ve stehnu a zákolenní jamce. Průměrná velikost nádoru je asi 9,3 cm (3,3-18 cm). Méně běžnými místy výskytu jsou distální části končetin, paraspinální část a oblast hlavy a krku. Jeho výskyt v oblasti hlavy a krku je menší než 5 %.

## Cytogenetika
Pro EMC neexistuje žádný specifický imunoprofil; méně než 20 % případů vykazuje imunoreaktivitu pro protein S-100.
Cytogenetika tohoto nádoru zahrnuje reciproké translokace lokusu 9q22 s chromozomy 3q11, 15q21, 17q11 a 22q12. Jiné cytogenetické příhody lze pozorovat, ale nejsou charakteristické. Nejběžnější translokace zahrnuje lokus EWSR1 na 22q12 a lokus NR4A3 (také známý jako CHN a TEC) na 9q22. Jak je často vidět u chimérických transkriptů zahrnujících EWSR1, transaktivační doména EWSR1 je fúzována s DNA vazebnou doménou NR4A3. Existuje několik typů fúzních produktů, v závislosti na tom, které exony jsou zahrnuty. NR4A3 je sirotčí (orphan) nukleární receptor, který může aktivovat FOS promotor a hraje špatně pochopenou roli při regulaci hematopoetického růstu a diferenciace. Na rozdíl od Ewingova sarkomu nebo PNET, kde je transaktivační doména EWSR1 konstantní a jsou použity domény různých proteinů zaměřené na DNA, v extrakeletálních myxoidních chondrosarkomech je doména vázající DNA konstantní a jsou zapojeny transaktivační domény několika genů. Tyto geny zahrnují TAF2N (17qll) kódující protein vázající RNA, který je podjednotkou RNA polymerázy II, TCF12 (15q21) kódující transkripční faktor v základní rodině helix-loop-helix a TFG (3qll) kódující regulátor jaderného faktoru-kB (NF-κB) signalizace s homologií k FUS a EWSR1 ve své N-terminální oblasti. TFG je také pozorován jako fúzní transkript s ALK (2p23) u anaplastického velkobuněčného lymfomu a s NTRK1 (1q21) u některých thyroidních papilárních karcinomů. Je zajímavé, že nedávné důkazy naznačují, že nádory s těmito různými translokacemi mají podobné profily genové exprese.

## Patologické vlastnosti
Ze všech myxoidních novotvarů měkkých tkání vykazuje EMC nejmenší morfologickou variaci mezi jednotlivými nádory. Myxoidní matrix má vláknitou strukturu, která je odlišná od zrnitého vzhledu většiny ostatních myxoidních lézí. Zbarvuje se jasnou magentou u vzduchem sušených vzorků. Mezi všemi myxoidními tumory má EMC nejméně vaskulárních struktur. Může dojít k tvorbě chondroblastových lakun, avšak nebyla popsána žádná diferenciace hyalinních chrupavek.
Nátěry obsahují buňky vřetenovité nebo oválné nádorové buňky, uspořádané v krajkovitém vzoru volně soudržných šňůrek a klubíček. Maligní buňky jsou jednotné a postrádají nukleární pleomorfismus. Jádra jsou kulatá nebo oválná a hyperchromatická s jemně tečkovaným chromatinem. Samotný nucleolus je malý a nenápadný. Jaderné drážky a štěrbiny jsou běžné. Cytoplazma je homogenní, nepatrně až středně abundantní a často špatně viditelná s dobře definovanými buněčnými hranicemi.

## Prognóza
Pacienti s EMC mají dlouhodobý klinický průběh s mírou přežití 5 let u 90 % pacientů, 10 let u 70 % a 15 let u 60 %. Lokální recidivy se vyskytují až u 48 % pacientů. Metastáza se vyskytuje v přibližně v 50 % případů s nejčastějším výskytem v plicích, což je společné místo metastáz u všech sarkomů. Existují vzácné případy, kdy nastává spontánní regrese plicních metastáz EMC bez jakékoli léčby.

## Léčba
Stejně jako u všech těchto podskupin sarkomů je standardní léčba primárního EMC kompletní chirurgická resekce, ve vysoce rizikových případech následovaná radiační léčbou. Bohužel míry odpovědi na konvenční chemoterapeutické a radiační režimy jsou nízké.